# Jeff Lynne
Jeffrey Lynne, mais conhecido como Jeff Lynne (Birmingham, 30 de dezembro de 1947), é um cantor-compositor e produtor musical inglês. Foi o co-fundador (com Roy Wood e Bev Bevan), guitarrista, e vocalista da Electric Light Orchestra nos anos 70 e 80, e também foi co-fundador dos Traveling Wilburys (com Bob Dylan, George Harrison, Tom Petty, e Roy Orbison) no fim dos anos 80. Antes da Electric Light Orchestra, Lynne foi um membro do The Idle Race e, junto com Roy Wood e Bev Bevan, do The Move.

## Carreira
Em 1987 Lynne produziu o Cloud Nine de George Harrison, e sendo um fã de Beatles os dois juntos trabalharam bem e o disco serviu como um retorno de Harrison ao cenário musical. 
Em 1989 co-produziu o aclamado disco Full Moon Fever de Tom Petty, que incluiu os sucessos "Free Fallin", "I Won't Back Down" e "Runnin' Down A Dream", todos escritos em parceria com Lynne. Este disco e Traveling Wilburys Vol. 1 (também co-produzido por Lynne) ganharam indicações ao Grammy de Melhor Álbum Do Ano de 1989.
Em 1990 lançou um disco solo, Armchair Theatre, com os compactos Every Little Thing e Lift Me Up.
Em fevereiro de 1994, Lynne realizou um sonho ao trabalhar com os três Beatles sobreviventes em sua série de discos Anthology, nas faixas "Free As A Bird" e "Real Love" (completando demos de John Lennon para as canções). Também produziu discos individualmente de George Harrison, Paul McCartney e Ringo Starr, e trabalhou bastante no disco Mystery Girl de Roy Orbison.
Lynne juntou-se com o antigo tecladista do ELO Richard Tandy em 2001 para um novo disco da ELO chamado Zoom.
Em 2001, a série "First Light" de remasterizações da EMI foi lançada, com a edição dupla de 30 anos do disco The Electric Light Orchestra (intitulado No Answer nos EUA), o primeiro da banda. A Sony também lançou uma série de remasterizações que incluiu versões expandidas dos discos Eldorado: A Symphony By The Electric Light Orchestra, Discovery, Time e Secret Messages. Um DVD ao vivo com som surround de um show em Los Angeles também foi lançado, enquanto o canal VH-1 dedicou uma edição de Storytellers à música de Jeff Lynne, filmado perante uma platéia selecionada em New York.
Durante 2002, Lynne esteve ocupado no estúdio de gravação, trabalhando em vários projetos, um deles sendo a co-produção e a finalização do lançamento póstumo de George Harrison, Brainwashed. Também esteve profundamente envolvido na homenagem "Concert for George", feita no Royal Albert Hall, Londres em novembro de 2002, e subseqüentemente responsável pela fantástica produção em som surround do luxuoso DVD Concert for George (Warner), lançado em novembro de 2003.

## Os Anos 2000
Jeff Lynne lançou um novo álbum em 2001 sob o nome ELO de direito Zoom. Embora o álbum contou com participações de Ringo Starr, George Harrison e original ELO tecladista Richard Tandy, era essencialmente um segundo álbum solo de Jeff Lynne. O álbum recebeu críticas positivas, mas não teve singles de sucesso. Foi comercializado como um retorno ao som clássico ELO em uma tentativa de contato com um corpo fiel de fãs. Uma turnê foi planejada (com Jeff Lynne e Richard Tandy sendo os únicos integrantes originais da ELO). Apesar de uma performance ao vivo que foi gravada na CBS Television City durante duas noites consecutivas e mostrado na PBS (com posterior lançamento em DVD), o passeio foi cancelado.
A especulação continua a grassar quanto ao motivo (ou motivos), para o cancelamento da turnê. Certamente, a venda de ingressos iniciais foram decepcionantes, com publicidade para os concertos mínimos. Apesar de muitas vezes citado pelos fãs como uma razão para o cancelamento de turismo, eventos e rescaldo do 11 de setembro ocorreram após a desistência oficial da turnê. Greg Bissonette (ELO baterista), quando perguntado, o descreveu como a maior turnê que eu nunca fui lá!
No início de 2001, Jeff Lynne começou a trabalhar com George Harrison no que viria a ser o álbum final de Harrison, Brainwashed. Depois da morte de Harrison de câncer em 29 de Novembro de 2001, Lynne retornou ao estúdio em 2002 para ajudar a terminar o álbum inacabado. Lynne também foi fortemente envolvido na homenagem Concert for George, realizada no Royal Albert Hall em Novembro de 2002 e, posteriormente, produziu o som surround mix de áudio para o Concert For George DVD lançado em novembro de 2003. O DVD recebeu um Grammy.
Jeff Lynne se reuniu em 2006 com Tom Petty para produzir seu terceiro álbum solo, Highway Companion.
ASCAP honrou Jeff Lynne com o Prêmio Nota de Ouro durante a sua posse EXPO I Create Music. Em 24 de abril de 2009, o apresentador foi Paul Williams. ASCAP Award Nota de Ouro é apresentado aos compositores, compositores e artistas que alcançaram marcos da carreira extraordinária. Homenageados anteriores incluem Tom Petty, Quincy Jones, Stevie Wonder, Sean Combs e Garth Brooks, para citar alguns.
Jeff Lynne disse em um artigo da Reuters, em 23 de abril de 2009, que ele finalmente foi trabalhar na aguardada continuação de seu primeiro álbum solo de 1990, Armchair Theatre com uma data de lançamento possível tentativa de no final deste ano.
Ele também produziu quatro faixas do álbum de Regina Spektor, Far, lançado 23 de junho de 2009.

## Discografia

### Solo
- Armchair Theatre (1990)
- Long Wave (2012)

#### Compilações
- A Message from the Country - The Jeff Lynne Years 1968/1973

1. Lançado em: 1989

#### Singles
- Doin' That Crazy Thing / Goin' Down To Rio

1. Lançado em: 1977

- Video! / Sooner Or Later

1. Lançado em: 1984
2. Posições: # 85 EUA Billboard Hot 100, # 87 UK Singles Chart

- Every Little Thing / I'm Gone

1. Lançado em: junho de 1990
2. Posições: # 8 no Canadá, EUA # 9 Billboard Hot Mainstream Rock Tracks, # 27 na Austrália, # 59 UK Singles Chart

- Lift Me Up / Sirens

1. Lançado em: setembro de 1990
2. Posições: # 37 Canadá

### The Idle Race
- The Birthday Party (1968)
- Idle Race (1969)

### The Move
- Looking On (1970)
- Message from the Country (1971)

### Electric Light Orchestra
- 1971 - The Electric Light Orchestra
- 1973 - ELO 2
- 1973 - On the Third Day
- 1974 - Eldorado
- 1975 - Face The Music
- 1976 - A New World Record
- 1977 - Out of the Blue
- 1979 - Discovery
- 1980 - Xanadu
- 1981 - Time
- 1983 - Secret Messages
- 1986 - Balance of Power
- 2001 - Zoom
- 2015 - Alone in the Universe

### Traveling Wilburys
- Traveling Wilburys Vol. 1 (1988)
- Traveling Wilburys Vol. 1 (1990)
- The Traveling Wilburys Collection (2007)

### Outras
- Ele cantou "With a Little Help from My Friends" para o filme All This and World War II
- O single "Free as a Bird" dos Beatles,
- Participou do Concert for George.